# أوسكار شميت
أوسكار شميت (بالبرتغالية: Oscar Schmidt) مواليد 16 فبراير 1958 في ريو غراندي دو نورتي، البرازيل، هو لاعب كرة سلة برازيلي معتزل. بدأ مسيرته الاحترافية في سنة 1974. تم اختياره من قبل فريق بروكلين نتس خلال الدرافت. يبلغ طوله 6 قدم 8.75 بوصة (2.1 م). مثّل منتخب بلاده. شارك في دورة الألعاب الأولمبية الصيفية سنة 1980. حقق المركز الأول في دورة الألعاب الأمريكية 1987. اعتزل اللعب في 2003. دخل قاعة نايسميث التذكارية لمشاهير كرة السلة.

## المسيرة الاحترافية
لعب مع نادي بالميراس من سنة 1974 إلى 1978، ثم لعب مع نادي سيريو لكرة السلة من سنة 1978 إلى 1982، ثم لعب مع يوفي كازيرتا باسكت في الدوري الإيطالي من سنة 1982 إلى 1990، ثم لعب مع نادي بلد الوليد لكرة السلة في الدوري الإسباني من سنة 1993 إلى 1995، ثم لعب مع نادي كورينثيانز لكرة السلة من سنة 1995 إلى 1997.

## روابط خارجية
- أوسكار شميت على موقع الاتحاد الدولي لكرة السلة (الإنجليزية)
- أوسكار شميت على موقع سبورتس رفرنس (الإنجليزية)
- أوسكار شميت على موقع الدوري الإسباني لكرة السلة (الإسبانية)
- أوسكار شميت على موقع كرة السلة الأوروبية.كوم (الإنجليزية)
- أوسكار شميت على موقع ريلجم (الإنجليزية)
- أوسكار شميت على موقع بروبوليرز (الإنجليزية)
- أوسكار شميت على موقع سبورتس رفرنس (الإنجليزية)
- أوسكار شميت على موقع أوليمبيديا (الإنجليزية)